# Albert Decin
Albert Decin (Oekene, 5 juni 1920 - Kortrijk, 13 juli 1993) was een Belgisch wielrenner, actief als beroepsrenner van 1941 tot 1954.

## Carrière
De belangrijkste wedstrijd op zijn palmares is Kuurne-Brussel-Kuurne, waar hij de zege pakte in 1949. Decin staat vooral gekend als een verdienstelijk renner in de kermiskoersen. Zo won hij onder meer Gullegem Koerse in 1945, de Textielprijs te Vichte in 1948 en de Omloop Mandel-Leie-Schelde in 1950.  
Door truitje trek van Teisseire verloor Decin Parijs-Tours 1944 en dat was de pech die hem in de rangen van de kermiskoersers heeft gehouden. 
In de buurt van Kortrijk begon Albert Decin in de fifties een autobusbedrijf. Zijn bekendheid als wielrenner heeft hij kunnen omzetten in een bloeiende zaak.

## Belangrijkste overwinningen
1945
- Gullegem Koerse

1946
- Grote Prijs Stad Kortrijk

1948
- Textielprijs Vichte

1949
- Kuurne-Brussel-Kuurne

1950
- Kortemark Koerse
- Omloop Mandel-Leie-Schelde
- Omegangsprijs Vichte

1951
- Ommegangsprijs Vichte